# 408 Fama
408 Fama là một tiểu hành tinh ở vành đai chính. Nó được Max Wolf phát hiện ngày 13.10.1895 ở Heidelberg và được đặt theo tên nữ thần Fama trong thần thoại La Mã.